# Stacja (serial telewizyjny)
Stacja – serial komediowy w TVN Warszawa, nadawany od marca 2010, w reżyserii Jurka Bogajewicza. Jest to satyra na telewizję i jej prezenterów.

## Obsada
- Tomasz Kot jako Grzegorz Pardubicki / Ireneusz Porzygała
- Wojciech Mecwaldowski jako Jacek Wawawasz / generał Bill Łudłurff / Doktor Grzegorz Jugosłowianin / Umber Sadzyński
- Iwona Wszołkówna jako Wioletta Mróz

oraz gościnnie:
- Urszula Dudziak jako ona sama
- Marcin Meller jako on sam
- Magda Mołek jako ona sama
- Tomasz Zubilewicz jako on sam
- Jurek Bogajewicz jako psycholog